# Ernst August Troschel

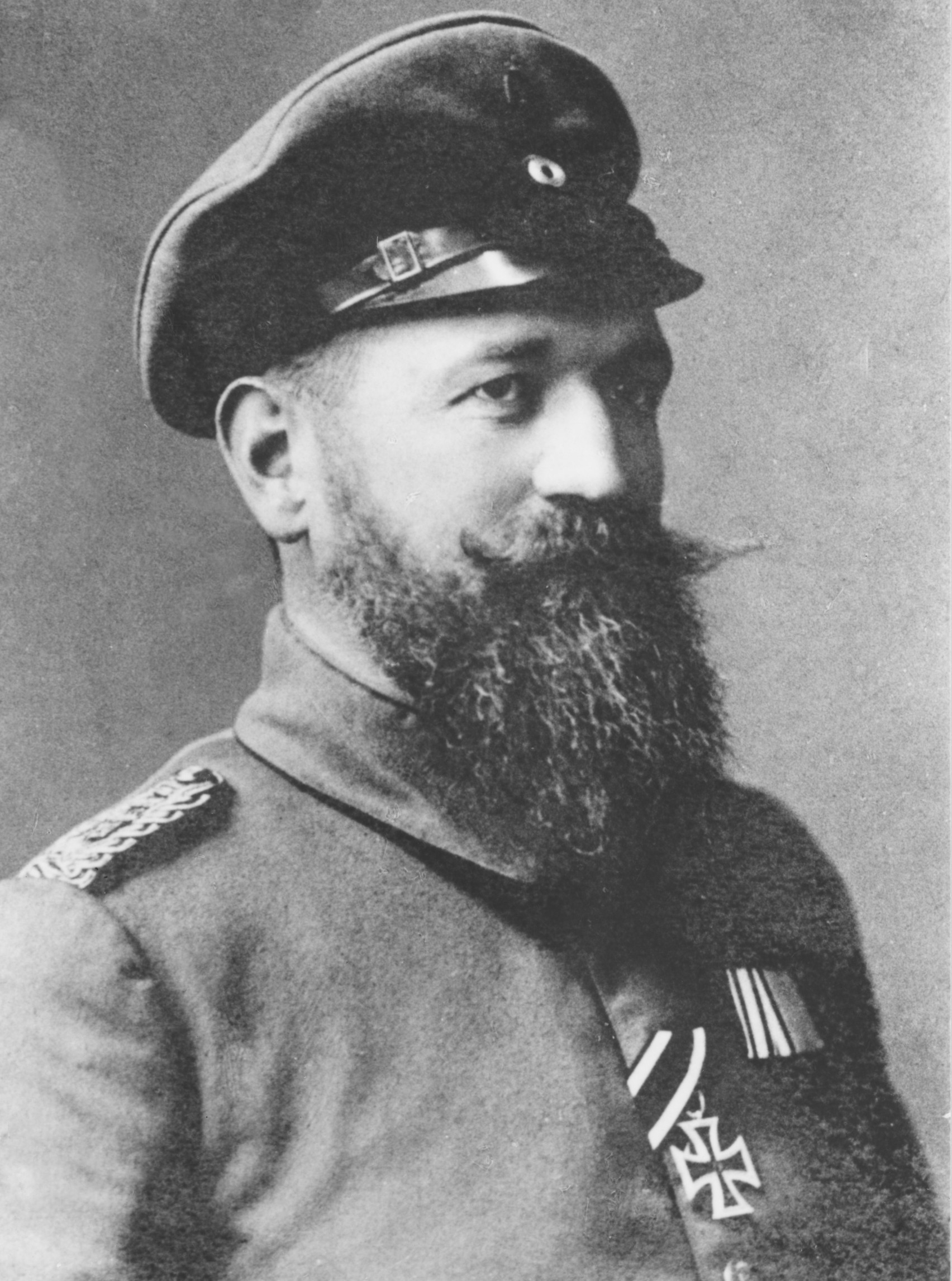
Porträt von Ernst Troschel, 1914

Ernst August Troschel (* 16. April 1868 in Stargard; † 25. August 1914 in Berlin) war ein Wasserbau-Ingenieur, der sich auf Hafenbau und Werftanlagen spezialisierte. Neben verschiedenen Städten an der Ostsee wirkte er auch in Tsingtau (heute Qingdao) in China. Später baute er die Kaiser-Wilhelm-Brücke in Wilhelmshaven.

## Leben
Ernst August Troschel wurde am 16. April 1868 in Stargard (Westpommern) geboren. Nach seiner Schulzeit studierte er Wasserbau an der Technischen Hochschule in Berlin-Charlottenburg. Nachdem er sein Studium erfolgreich abgeschlossen hatte, wurde er in den Staatsdienst übernommen und spezialisierte sich auf Hafenbau und Werftanlagen. Er arbeitete in verschiedenen Städten an der Ostsee und in Berlin. Im Sommer 1895 heiratete er in Schöneberg die Medizinstudentin Elise Schulz.

## Werk/Wirken
Ende Juli 1903 reist Ernst August Troschel mit seiner Frau und vier Kinder auf dem Reichspostdampfer "Bayern" nach Tsingtau. Am 24. August 1903 trat Ernst August Troschel seinen Dienst in der Hafenbauverwaltung Tsingtau an und am 3. September 1903 wurde ihm die Leitung der Bauabteilung I (Hafenbau) übertragen. Am 6. März 1904 wurde die Mole 1 im Beisein des Gouverneurs Oscar Truppel eingeweiht.
Der Bau der Molen setzte das Einrammen vieler Eichenpfähle voraus. Die Pfähle, die schon länger im Wasser lagen, wurden vom Bohrwurm zerfressen. Troschel richtete eine Versuchsstation ein und untersuchte den Befall. Er schickte ein unbekanntes Exemplar mit muschelförmigen Kopf des Wurmes an das Zoologische Museum in Berlin. Diese unbekannte Spezies wurde anschließend nach ihm benannt: Teredo navalis Troscheli.
Am 1. Februar 1906 verließ der Hafenbaumeister Ernst August Troschel mit seiner Familie auf dem Dampfer "Staatssekretär Krätke" Tsingtau. Ende März traf Troschel in Wilhelmshaven ein und baute dort die Kaiser-Wilhelm-Brücke. Ab Juni 1909 arbeitete Ernst August Troschel wieder auf der Kaiserlichen Werft in Danzig. 1910 wurde ihm der Rote Adlerorden vierte Klasse verliehen.
Nach gesundheitlichen Schwierigkeiten schied Ernst August Troschel im Jahr 1911 aus dem Marinedienst aus. Ab 1912 arbeitete er als Direktor bei den Rütgers-Werken in Berlin. Während dieser Zeit vollendete er sein Handbuch der Holzkonservierung, das er in Tsingtau begonnen hatte. Bei der Mobilmachung am 1. August 1914 wurde Troschel als Leutnant der Landwehr zum Heeresdienst in Flandern einberufen. Am 25. August 1915 starb er an den Folgen einer Rippenfellentzündung in Berlin. Auf seinen Wunsch wurde er auf dem Südfriedhof in Leipzig begraben.

## Werke/Schriften
- Troschel, Ernst (Hrsg.): Handbuch der Holzkonservierung, Verlag Julius Springer, Berlin 1916.